# Antoni Neyrot
Antoni Neyrot (ur. 1425 w Rivoli, zm. 10 kwietnia 1460 w Tunisie) – dominikanin, męczennik, błogosławiony Kościoła katolickiego.

## Życiorys
Urodził się w 1425 w Rivoli. Wstąpił do dominikanów i po ukończeniu studiów został wyświęcony na kapłana. Został wysłany na misję do Sycylii, potem wyjechał do Neapolu. Schwytany przez arabskich piratów, Antoni został muzułmaninem i ożenił się.  
Po kilku miesiącach, słysząc o śmierci abp. Antonina Pierozziego, publicznie okazał skruchę, powracając do chrześcijaństwa. Za odejście od islamu został skazany przez emira Abu Amra Osmana na śmierć przez ukamienowanie w Tunisie w Wielki Czwartek 10 kwietnia 1460. 
Jego kult jako błogosławionego zatwierdził papież Klemens XIII w dniu 22 lutego 1767.